# Kambayashi Akatsuki

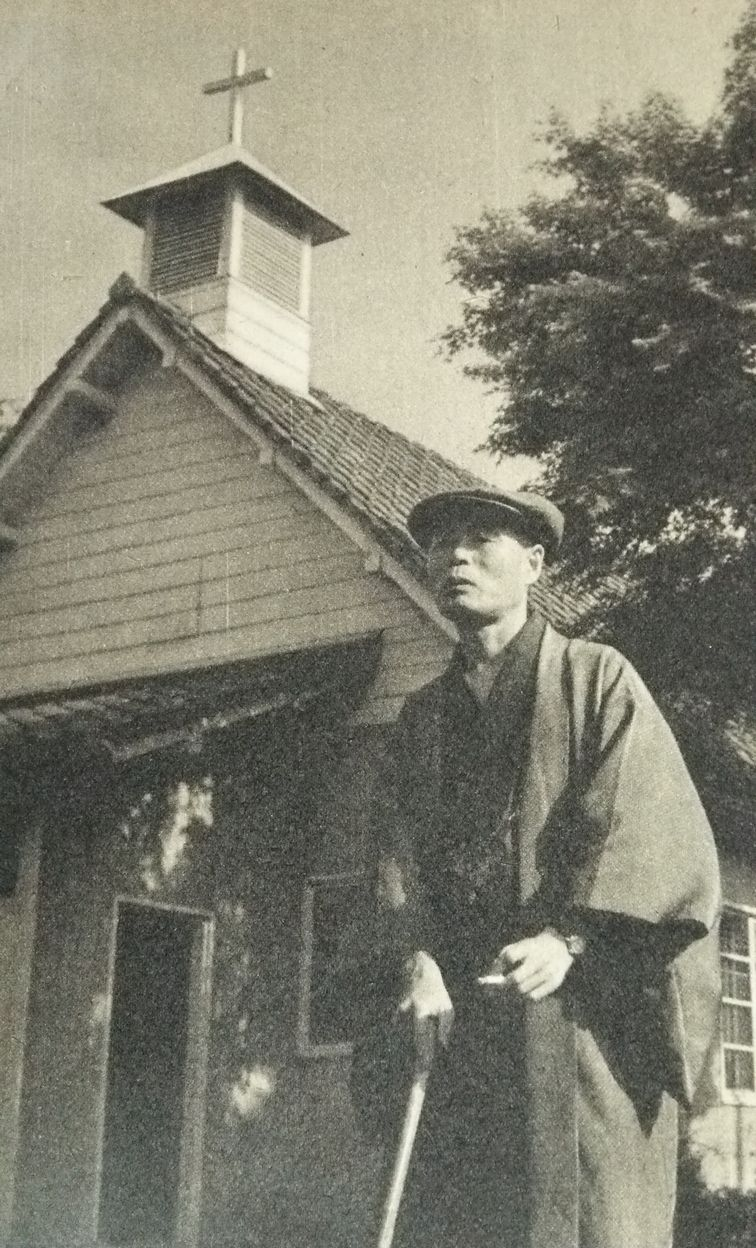
Kambayashi Akatsuki

Kambayashi Akatsuki (jap. 上林 暁, bürgerlich: Tokuhiro Iwaki (徳廣 巌城, vereinfacht auch: 徳広 巌城); * 6. Oktober 1902 in Tanokuchi, Hata-gun (heute: Kuroshio), Präfektur Kōchi; † 28. August 1980) war ein japanischer Schriftsteller.

## Leben
Zum Ende seiner Schulzeit 1922 zog Akatsuki Kambayashi nach Kumamoto in den Stadtteil Kambayashi, deshalb sein Pseudonym. Er studierte bis 1927 englische Literatur an der Universität Tokyo. Danach begann er beim Verlag Kaizō (改造) zu arbeiten. Kamabayashi veröffentlichte bis zu seinem Lebensende mehr als 200 Erzählungen und Kurzgeschichten. Donald Keene teilt Kambayashis Werk in 3 große Themen ein: Erzählungen, deren Handlung sich in seiner Heimat Shikoku ereignet, Erzählungen, die die Krankheit seiner Frau zum Gegenstand haben (bspw. Sei yohane byōin nite, 1946 聖ヨハネ病院にて) und Erzählungen, in denen seine jüngere Schwester im Mittelpunkt steht.
Kambayashi erhielt 1964 den Yomiuri-Preis für Shiroi yakatabune, 1969 wurde er Mitglied der Kunstakademie Japans (日本芸術院, Nihon Geijutsuin) und 1974 erhielt er den Kawabata-Yasunari-Literaturpreis.

## Werke
- 1946 Sei yohane byōin nite　(聖ヨハネ病院にて)
- 1957 Haru no saka (春の坂)
- 1963 Shiroi yakatabune (白い屋形船)
- 1973 Buronzu no michi (ブロンズの首)